# Качкашур
Качкашу́р — деревня в Глазовском районе Удмуртии, административный центр Качкашурского сельского поселения.

## География
Деревня расположена на правом берегу реки Сепыч в 6 км к юго-востоку от центра города Глазова, на высоте 157 м над уровнем моря.
У северной окраины деревни проходит ж.-д. линия Киров — Балезино, имеется остановочный пункт 1169 км вблизи деревни. У южной окраины деревни проходит автодорога Киров — Игра.
Улицы: Заречная, Комсомольская, Луговая, Мира, Молодёжная, Новая, Полевая, Советская, Т. Барамзиной, Тополиная, Учительская, Центральная.

## Население
| 2010 | 2012 | 2015 |
| ---- | ---- | ---- |
| 806  | ↗814 | ↗935 |

Численность постоянного населения деревни составляет 927 человек (2011). В деревне есть средняя школа и фельдшерско-акушерский пункт.